# ازيكويل سشيلوتو
ازيكويل سشيلوتو (بالإسبانية: Ezequiel Matías Schelotto)‏ (23 مايو 1989 الأرجنتين - ) هو لاعب كرة قدم أرجنتيني، يلعب كلاعب وسط.

## وصلات خارجية
ازيكويل سشيلوتو على موقع قاعدة بيانات كرة القدم.إي يو (الإنجليزية)
- ازيكويل سشيلوتو على موقع ناشيونال فوتبول تيمز (الإنجليزية)
- ازيكويل سشيلوتو على موقع Soccerbase.com (لاعب) (الإنجليزية)
- ازيكويل سشيلوتو على موقع Soccerway.com (الإنجليزية)
- ازيكويل سشيلوتو على موقع عالم كرة القدم.نت (الإنجليزية)
- ازيكويل سشيلوتو على موقع AS.com (الإسبانية)